# 丁家窑乡
丁家窑乡，曾是中华人民共和国山西省朔州市右玉县下辖的一个乡镇级行政单位。2021年5月，撤销丁家窑乡，分别并入杨千河乡、威远镇。将原丁家窑乡的丁家窑、前鹰卧山、青草湾、石仁湾、云石堡、前窑子、大沙口7个村委会划归杨千河乡管辖；将前胡彩沟、常坪窑、白家窑3个村委会划归威远镇管辖。

## 行政区划
丁家窑乡下辖以下地区：
丁家窑村、石仁湾村、旺家窑村、常坪窑村、前窑子村、前胡彩沟村、大沙口村、辛窑村、云石堡村、前鹰卧山村、后鹰卧山村、青草湾村、郝家湾村、胶泥沟村、井沟村、大兴庄村、中胡彩沟村、后胡彩沟村、刘家窑村、圣水塘村、张二窑村、西陈家窑村、驴蹄沟村、骆驼嘴村和汉泥沟村。